# Marcel Bucard

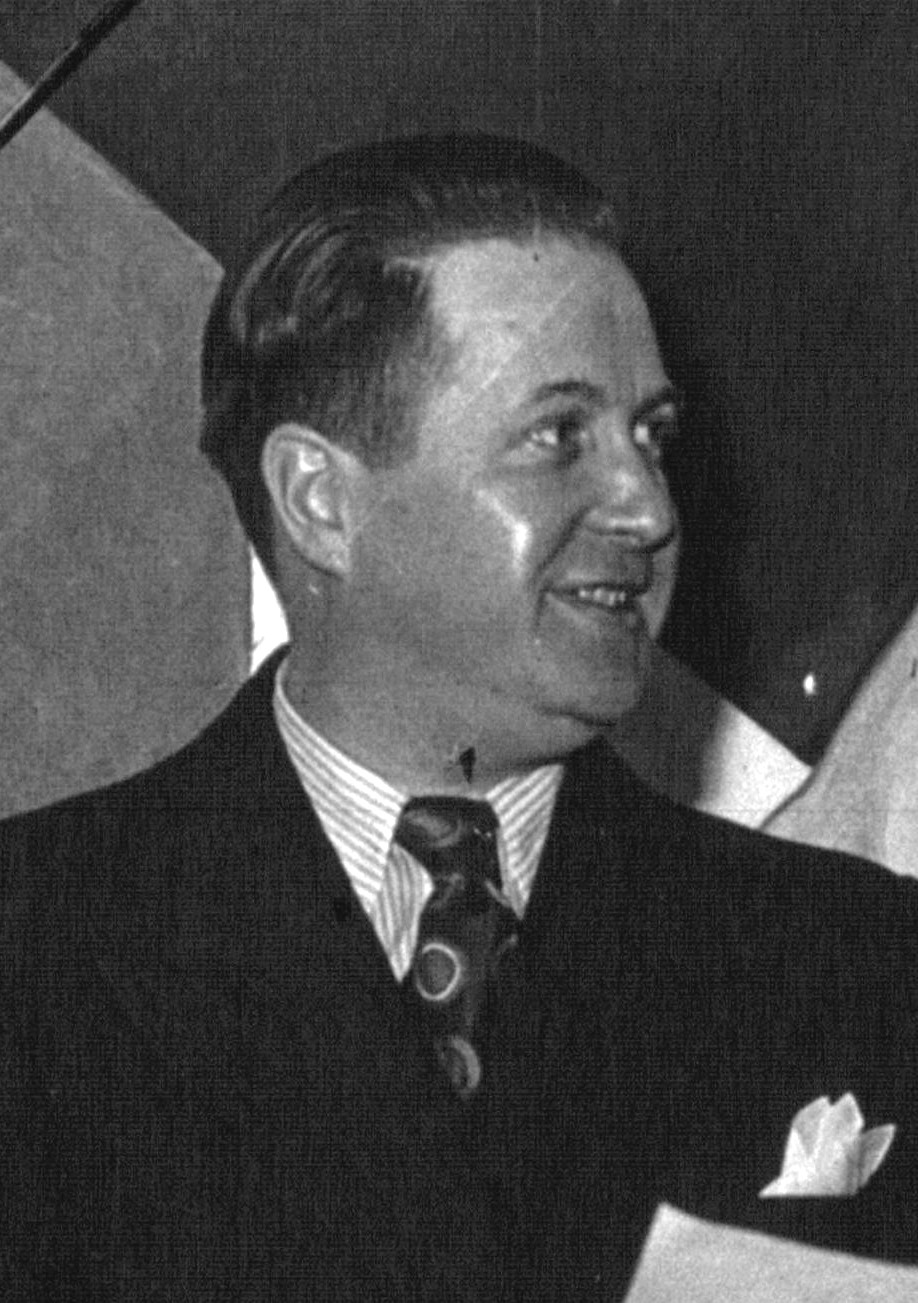
Marcel Bucard (1936)

Marcel Bucard (* 7. Dezember 1895 in Saint-Clair-sur-Epte, Département Seine-et-Oise; † 13. März 1946 im Fort Châtillon, Département Seine) war ein faschistischer französischer Politiker.

## Leben
Bucards ursprünglicher Berufswunsch war Priester. Er nahm jedoch am Ersten Weltkrieg als Soldat teil und betätigte sich nach 1918 anfangs in der Politik als Mitglied der Action française, später als Mitglied der offen faschistischen und antisemitischen Faisceau von Georges Valois. Er nahm an Tagungen der Fédération nationale catholique (FNC) teil, einer katholischen Laienorganisation teil, wo er Ansprachen hielt.
Im September 1933 gründete Bucard seine eigene politische Gruppe, den Mouvement Franciste (frankistische Bewegung), wahrscheinlich die extremste Gruppe ihrer Zeit und zeitweilig durch Benito Mussolinis Regierung finanziert. Bei den Unruhen vor dem Palais Bourbon (aus Protest gegen die Stavisky-Affäre und wahrscheinlich als Staatsstreich nach Vorbild von Mussolinis Marsch auf Rom geplant) am 6. Februar 1934 beteiligten sich die Francistes zusammen mit anderen rechtsextremen Parteien. Demzufolge verbot die Volksfrontregierung von Léon Blum den Mouvement Franciste zusammen mit anderen faschistischen Gruppen im Juni 1936. Bucard wurde kurzzeitig verhaftet. Sein Versuch, 1938 aus seiner „Bewegung“ eine Partei (Parti Franciste) zu machen, war letztlich erfolglos.
Nach der Niederlage Frankreichs vom Juni 1940, der Etablierung des Vichy-Regimes und dem Beginn der deutschen Besatzung der französischen Nordzone wurde Bucards Parti Franciste ab 1941 mit finanzieller Unterstützung Vichys wieder aktiv, jetzt als mit Nazideutschland kollaborierende Gruppe. Ihre Bedeutung in dieser Periode war jedoch begrenzt, da Bucard an alten Kriegsverwundungen litt und häufig abwesend war.
Zusammen mit anderen faschistischen Kollaborateuren wie Jacques Doriot und Marcel Déat gründete er die Légion des volontaires français contre le bolchévisme (LVF; Legion französischer Freiwilliger gegen den Bolschewismus) oder Légion anti-bolchévique bzw. Légion tricolore, in der sich französische Freiwillige in Uniformen der Wehrmacht am Krieg gegen die Sowjetunion beteiligten. Später wurden die Reste dieser Legion, genauso wie niederländische, wallonische, flämische, norwegische, spanische, rumänische, ungarischer, lettische und kroatische Freiwilligenverbände in die Waffen-SS integriert.
Bucard wurde nach der Befreiung im Februar 1946 wegen Landesverrats zum Tode verurteilt und einen Monat später hingerichtet. Auf dem Weg zu seiner Hinrichtung sang er: „Ich bin Christ, das ist meine Ehre.“

## Werke
- Nous n'avons aucun goût pour l'esclavage! Discours de Bucard prononcé à la salle Lancry le 5 octobre 1941 au Congrès restreint du Francisme à Paris. Verlag Le Franciste, Paris 1941 (24 S.)